# Dire son nom
Dire son nom (titre original en anglais : Say Her Name) est un roman américain de Francisco Goldman publié originellement en 2011 et en français le 25 août 2011 aux éditions Christian Bourgois. Il reçoit la même année le prix Femina étranger.

## Éditions
- Éditions Christian Bourgois, 2011  (ISBN 978-2267022063).
- 10/18, no 4598, 2012,  (ISBN 978-2264055491).